# Lori Randi
Lori Randi (Lugo, 20 settembre 1922 – Perugia, 2 febbraio 2017) è stata un'attrice e cantante italiana.

## Biografia
È stata una meteora nel cinema negli anni quaranta. Inizia la sua carriera negli anni trenta nel mondo dell'operetta e nel teatro di varietà.
Esordisce sullo schermo nel ruolo di un'allieva nel film Ore 9: lezione di chimica di Mario Mattoli nel 1941 con Alida Valli. Diretta da Carlo Campogalliani recita nel film Musica proibita del 1942 con Tito Gobbi.
Nel 1943 recita nella pellicola di Alfredo Guarini La zia di Carlo nella parte di Dora, sempre nel 1943 recita nella parte di Grazia nel film L'usuraio di Harry Hasso.
Nel 1949 è protagonista dei film Cenerentola di Fernando Cerchio e Femmina incatenata di Giuseppe Di Martino. Appare per l'ultima volta sullo schermo nel film Amore di Norma dello stesso Di Martino.
Dal 1945 partecipa a programmi Rai sia radiofonici che televisivi, in programmi di prosa e di varietà, lavorando negli anni sessanta con Corrado alla radio, in programmi basati su richieste epistolari degli ascoltatori.

## Filmografia
- Ore 9: lezione di chimica, regia di Mario Mattoli (1941)
- Il mercante di schiave, regia di Duilio Coletti (1942)
- La zia di Carlo, regia di Alfredo Guarini (1942)
- L'usuraio, regia di Harry Hasso (1943)
- Musica proibita, regia di Carlo Campogalliani (1942)
- Quarta pagina, regia di Nicola Manzari (1943)
- Cenerentola, regia di Fernando Cerchio (1949)
- Femmina incatenata, regia di Giuseppe Di Martino (1949)
- L'amore di Norma, regia di Giuseppe Di Martino (1950)

## Programmi musicali Rai
- Concerto del soprano Lori Randi, con arie di Mozart e Bellini, trasmesso il 6 febbraio 1947

## Prosa televisiva Rai
- Sigfrido,  regia Guglielmo Morandi, trasmessa l'8 maggio 1959.

## Programmi varietà radio Rai
- Per noi adulti, presentano Carlo Loffredo e Lori Randi, regia di Enrico Di Paola, 1976.

## Prosa radiofonica Rai
- Il pantografo di Luigi Squarzina, regia di Luigi Squarzina, trasmessa il 30 gennaio 1960.